# آلفرد کاستلر
آلفرد کاستلر (فرانسوی: Alfred Kastler‎; زاده ۳ مه ۱۹۰۲ – درگذشته ۷ ژانویه ۱۹۸۴) فیزیک‌دان فرانسوی بود.
پس از پایان تحصیلات خود تدریس فیزیک در دبیرستان را شروع کرد پس از آن تا سال ۱۹۴۱ مشغول تدریس در دانشگاه بوردو شد.
در سال ۱۹۶۶ برای گسترش راهکارهای اپتیکی برای تحقیق در مورد تشدید هرتزی در اتم‌ها موفق به دریافت جایزه نوبل در فیزیک شد.